# Tuberta mirabilis
Tuberta mirabilis is een spinnensoort uit de familie van de waterspinnen (Cybaeidae).
De wetenschappelijke naam van de soort werd in 1871 als Cryphoeca mirabilis gepubliceerd door Tord Tamerlan Teodor Thorell.